# Cape Kjellman
Cape Kjellman är en udde i Antarktis. Den ligger i Västantarktis. Argentina, Chile och Storbritannien gör anspråk på området.
Terrängen inåt land är kuperad åt sydost, men åt nordost är den platt. Havet är nära Cape Kjellman västerut. Trakten är obefolkad. Det finns inga samhällen i närheten.